# Кубок Латвії з футболу 2009—2010
Кубок Латвії з футболу 2009–2010 — 68-й розіграш кубкового футбольного турніру в Латвії. Титул вперше здобула Єлгава.

## Календар
| Раунд        | Дата              | Матчі | Клуби   |
| ------------ | ----------------- | ----- | ------- |
| Перший раунд | 17-18 жовтня 2009 | 10    | 34 → 24 |
| Другий раунд | 24-25 жовтня 2009 | 8     | 24 → 16 |
| 1/8 фіналу   | 2-4 квітня 2010   | 8     | 16 → 8  |
| 1/4 фіналу   | 14 квітня 2010    | 4     | 8 → 4   |
| 1/2 фіналу   | 28 квітня 2010    | 2     | 4 → 2   |
| Фінал        | 19 травня 2010    | 1     | 2 → 1   |

## Перший раунд
| Команда 1               | Рахунок      | Команда 2                       |
| ----------------------- | ------------ | ------------------------------- |
| 17 жовтня 2009          |              |                                 |
| Стайцелес Бебрі (3)     | 4:4 пен. 1:3 | Упесціємс (3)                   |
| Кварц (Мадона) (3)      | 3:0          | Плявіняс ДМ (3)                 |
| Балву Вілкі/Марупе (3)  | 1:0          | Прієкулі (3)                    |
| РФШ/Фламінко (3)        | 10:0         | Добеле (3)                      |
| Тукума (Бралі) (3)      | 3:3 пен. 3:5 | КолдГел/Варавіксне (Лієпая) (3) |
| 18 жовтня 2009          |              |                                 |
| Олайне (-)              | 0:1          | ДЮСШ Єлгава (3)                 |
| Озолнієкі (3)           | 1:1 пен. 5:3 | Вієсуліс (3)                    |
| Валка (3)               | 5:1          | Албертс (3)                     |
| Адажі (4)               | 3:2 дч       | Гулбене 2005 (3)                |
| ДЮСШ Бауський район (3) | 4:1 дч       | Елві (Кулдіга) (3)              |

## Другий раунд
| Команда 1               | Рахунок      | Команда 2                       |
| ----------------------- | ------------ | ------------------------------- |
| 24 жовтня 2009          |              |                                 |
| Кварц (Мадона) (3)      | 0:4          | Метта/ЛУ (2)                    |
| Балву Вілкі/Марупе (3)  | 2:3 дч       | Упесціємс (3)                   |
| Валка (3)               | 0:0 пен. 4:2 | Ауда (2)                        |
| РФШ/Фламінко (3)        | 0:1          | КолдГел/Варавіксне (Лієпая) (3) |
| Озолнієкі (3)           | 0:6          | Єлгава (2)                      |
| ДЮСШ Бауський район (3) | 0:2          | Юрмала (2)                      |
| 25 жовтня 2009          |              |                                 |
| ДЮСШ Єлгава (3)         | 1:8          | Каугурі/PBLC (2)                |
| Адажі (4)               | 1:4          | Даугава (Даугавпілс) (2)        |

## 1/8 фіналу
| Команда 1                       | Рахунок | Команда 2              |
| ------------------------------- | ------- | ---------------------- |
| 2 квітня 2010                   |         |                        |
| Юрмала (2)                      | 0:4     | Вентспілс              |
| Даугава (Даугавпілс)            | 1:4     | Металургс (Лієпая)     |
| 3 квітня 2010                   |         |                        |
| Єлгава                          | 2:1     | Транзит                |
| Метта/ЛУ (2)                    | 1:3     | Даугава/РФШ (Рига) (2) |
| 4 квітня 2010                   |         |                        |
| КолдГел/Варавіксне (Лієпая) (3) | 0:2     | Олімпс/РФШ             |
| Упесціємс (3)                   | 0:5     | Блазма                 |
| Валка (3)                       | 0:13    | Юрмала-VV              |
| Сконто                          | +:-     | Каугурі/PBLC (-)       |

## 1/4 фіналу
| Команда 1              | Рахунок      | Команда 2  |
| ---------------------- | ------------ | ---------- |
| 14 квітня 2010         |              |            |
| Юрмала-VV              | 4:0          | Блазма     |
| Даугава/РФШ (Рига) (2) | 0:4          | Олімпс/РФШ |
| Металургс (Лієпая)     | 3:3 пен. 4:5 | Єлгава     |
| Вентспілс              | 0:0 пен. 6:7 | Сконто     |

## 1/2 фіналу
| Команда 1      | Рахунок      | Команда 2 |
| -------------- | ------------ | --------- |
| 28 квітня 2010 |              |           |
| Сконто         | 1:1 пен. 3:5 | Єлгава    |
| Олімпс/РФШ     | 1:3          | Юрмала-VV |

## Фінал
| 19 травня 2010 19:40 (EEST) |

| Єлгава                              | 2:2 дч   | Юрмала-VV                    |
| ----------------------------------- | -------- | ---------------------------- |
| І.Лапковський 55' Редько 85' (пен.) | Протокол | Паплавський 14' Чистяков 76' |

| Сконто, Рига Глядачів: 4 000 Арбітр: Андрій Сіпайло |

|                                                                                |     | Пенальті                                                                     |  |
| Редько · Пелціс · Лаздіньш · Малашенок · Богдашкін · Медецький · В.Лапковський | 6:5 | Беззубов · Зунтнерс · Колоколєнкін · Голубєв · Нагуманов · Жаткін · Калниньш |  |